# Вулфенит
Вулфенит је природни минерал хемијске формуле PbMoO4. Обично се јавља у виду плочастих кристала светло наранџасто-црвене до жуто-наранџасте боје, некада смеђе.